# Козлов, Антон Сергеевич
Анто́н Серге́евич Козло́в (2 июня 1988, Братск, Иркутская область, СССР) — российский футболист, полузащитник.

## Карьера

### Клубная
В 15 лет Козлов переехал из Братска в подмосковный Егорьевск, где базируется футбольное училище олимпийского резерва «Мастер-Сатурн». С 2006 года выступал за раменский «Сатурн», за который дебютировал 27 июня 2007 года в матче 1/16 Кубка России против «СКА-Энергии» (2:1). 13 июля 2008 года сыграл за «Сатурн» в Кубке Интертото в матче против люксембургского клуба «Этцелла» (1:1).
С 2009 года играл в арендах в «Нижнем Новгороде», курском «Авангарде» и «Химках». В 2011 году играл в молодёжном составе «Томи», после чего подписал контракт с «Балтикой». В сентябре 2012 года Козлов вернулся на родину в Братск, подписав контракт с местным «Сибиряком».
В 2013 году защищал цвета таиландского клуба «Лопбури». 2 августа 2013 года перешёл в «Луч-Энергию». В декабре официально был отзаявлен, однако остался в команде и стал обладателем Кубка ФНЛ. В феврале 2014 года подписал контракт с «Севером». Летом того же года перешёл в «Динамо» Санкт-Петербург. В 2015 году вернулся в «Сатурн», после чего уехал в Армению выступать за «Мику».
В 2016 году выступал за любительский футбольный клуб «Дальстройиндустрия» Комсомольск-на-Амуре. С 2017 года стал выступать за любительский клуб «Рассвет-Реставрация» из Красноярска.

### В сборной
В 2009 году провел два матча за молодёжную сборную. 1 апреля в матче с Андоррой (4:0) отметился забитым мячом. 9 июня сыграл против сборной Фарерских островов (0:1).

## Достижения
- Обладатель Кубка ФНЛ: 2014

## Семья
Мать — Елена. Отец — Сергей, известный в Братске детский футбольный тренер.
У Антона Козлова есть родной брат Артём (род. 1993), который играл в «Сибиряке» и ряде любительских клубов Красноярского края.